# Vörösfejű sármány
A vörösfejű sármány (Emberiza bruniceps) a madarak osztályának a verébalakúak (Passeriformes) rendjéhez, ezen belül a sármányfélék (Emberizidae) családjához tartozó faj.

## Rendszerezése
A fajt Johann Friedrich von Brandt német zoológus és természettudós írta le 1841-ben. Besorolása vitatott egyes szervezet a Granativora nembe sorolják Granativora bruniceps néven, míg mások a Melophus nembe Melophus bruniceps néven.

## Előfordulása
Közép-Ázsiában, Afganisztán, Irán, Kazahsztán, Kirgizisztán, Mongólia, Oroszország, Tádzsikisztán, Türkmenisztán és Üzbegisztán területén fészkel. Telelni délebbre vonul. Kóborló példányai eljutnak Európa nyugati részére is. Természetes élőhelyei a mérsékelt övi gyepek és cserjések, valamint szántóföldek.

## Megjelenése
Testhossza 17 centiméter, testtömege 18-34 gramm. A hímnek világos sárga alja, zöldes felső része, barnásvörös arca és melle van. A tojónak halványabb alsó részé és szürkésbarna háta van.
|  |  |

## Életmódja
Tápláléka magvakból, más növényi részekből áll, a szaporodási időszakban gerincteleneket is fogyaszt.

## Szaporodása
A fészket a tojó általában cserjésekben, a talajra készíti. Fészekalja 3-5 tojásból áll, melyen a tojó kotlik egyedül. A fiókák 10–14 nap múlva kelnek ki. Mindkét szülő táplálja a fiókákat és 12–13 nap után elhagyják el a fészket.
|  |

## Természetvédelmi helyzete
Az elterjedési területe rendkívül nagy, egyedszáma pedig stabil. A Természetvédelmi Világszövetség Vörös listáján nem fenyegetett fajként szerepel.